# Liberté surveillée (film)
Pour plus de détails, voir Fiche technique et Distribution.
Liberté surveillée (V proudech) est un film franco-tchécoslovaque coréalisé par Henri Aisner et Vladimír Vlček (cs), sorti en 1958.

## Synopsis
Jean-Paul, un Français poursuivi par la police pour vol, prend un train à Paris à destination de Prague en Tchécoslovaquie. Afin de passer la frontière, il rejoint une équipe française de canoë-kayak qui se rend en Tchécoslovaquie pour participer à une compétition. Les membres de l'équipe le prennent pour le nouveau masseur, et seul l'entraîneur de Benoît sait que Jean n'est pas des leurs, mais il se tait pour ne pas perturber le voyage. À Prague, le jeune homme est séduit par la traductrice Eva, la fiancée d'un des champions tchèques, Karel. Jean tombe amoureux d'Eva, qui commence également à éprouver des sentiments romantiques à son égard. Leur relation s'approfondira encore lors du stage sportif. Benoît observe avec inquiétude le déroulement de cette histoire d'amour. Il parle à Jean, mais en vain. Au moment de rentrer en France, Jean se rend compte qu'en tant que voleur persécuté, il n'a pas le droit de s'immiscer dans la vie d'Eva. Lors de leur dernière rencontre, il se montre délibérément cynique et rejette l'amour d'Eva. Eva, dans un accès de colère, monte dans un bateau qui est emporté par un courant sauvage. Elle est sauvée de cette situation dangereuse par Karel. Les Français rentrent chez eux alors que le train approche de Paris. Jean remet un paquet à Benoît et saute du train. Dans le paquet se trouve une toile d'un tableau ancien qu'il a volé.

## Fiche technique
- Titre original français : Liberté surveillée
- Titre original tchèque : V proudech
- Réalisation : Henri Aisner et Vladimír Vlček (cs)
- Scénario : Colette Audry, Marie Epstein, Joseph Picek et Vladimír Vlček
- Photographie : Vladimír Novotný, Raymond Picon-Borel et Gustave Raulet
- Décors : Boris Moravec et Jacques Saulnier
- Son : Louis Hochet
- Costumes : Monique Plotin
- Montage : Jean-Louis Levi-Alvarès
- Musique : Ludvík Podést
- Production :   Ceskoslovenský Státní Film -  Trident Film
- Pays d'origine :  France,  Tchécoslovaquie
- Durée : 93 minutes
- Date de sortie :
  - France -  28 mai 1958
- Affiches : Macario Gómez Quibus (Espagne), Gilbert Allard (France)

## Distribution
- Robert Hossein : Jean-Paul Viberty
- Marina Vlady : Eva
- René Lefèvre : Benoît
- Paul Bisciglia : Riri
- José Varela : Lapin